# Tanzánia az olimpiai játékokon
Tanzánia (még Tanganyika néven) 1964-ben  vett  részt először az olimpián, azóta valamennyi nyári játékokon jelen volt, kivéve az 1976-ost, amelyiket a legtöbb afrikai államhoz hasonlóan bojkottált. Az ország sportolói még nem vettek részt téli olimpián.
Tanzánia két olimpiai érmet nyert, mindkettőt atlétikában.
A Tanzániai Olimpiai Bizottság 1968-ban alakult meg, a NOB még ebben az évben felvette tagjai közé. A bizottság jelenlegi elnöke Gulam A. Rashid.

## Érmesek
| Érem  | Sportoló(k)      | Olimpia       | Sportág  | Versenyszám                 |
| ----- | ---------------- | ------------- | -------- | --------------------------- |
| Ezüst | Filbert Bayi     | 1980, Moszkva | Atlétika | Férfi 3000 m akadályverseny |
| Ezüst | Suleiman Nyambui | 1980, Moszkva | Atlétika | Férfi 5000 m                |

## Éremtáblázatok

### Érmek a nyári olimpiai játékokon
| Olimpia              | Arany          | Ezüst          | Bronz          | Összesen       |
| 1964, Tokió          | 0              | 0              | 0              | 0              |
| 1968, Mexikóváros    | 0              | 0              | 0              | 0              |
| 1972, München        | 0              | 0              | 0              | 0              |
| 1976, Montréal       | nem vett részt | nem vett részt | nem vett részt | nem vett részt |
| 1980, Moszkva        | 0              | 2              | 0              | 2              |
| 1984, Los Angeles    | 0              | 0              | 0              | 0              |
| 1988, Szöul          | 0              | 0              | 0              | 0              |
| 1992, Barcelona      | 0              | 0              | 0              | 0              |
| 1996, Atlanta        | 0              | 0              | 0              | 0              |
| 2000, Sydney         | 0              | 0              | 0              | 0              |
| 2004, Athén          | 0              | 0              | 0              | 0              |
| 2008, Peking         | 0              | 0              | 0              | 0              |
| 2012, London         | 0              | 0              | 0              | 0              |
| 2016, Rio de Janeiro | 0              | 0              | 0              | 0              |
| 2020, Tokió          | 0              | 0              | 0              | 0              |
| 2024, Párizs         | 0              | 0              | 0              | 0              |
| Összesen             | 0              | 2              | 0              | 2              |

## Érmek sportáganként

### Érmek a nyári olimpiai játékokon sportáganként
| Tanzánia érmei a nyári olimpiai játékokon sportáganként | Tanzánia érmei a nyári olimpiai játékokon sportáganként | Tanzánia érmei a nyári olimpiai játékokon sportáganként | Tanzánia érmei a nyári olimpiai játékokon sportáganként | Az olimpiai zászlaja |

| Sportág  | Arany | Ezüst | Bronz | Összesen |
| -------- | ----- | ----- | ----- | -------- |
| Atlétika | 0     | 2     | 0     | 2        |
| Összesen | 0     | 2     | 0     | 2        |